# ألمانيا في الألعاب الأولمبية الصيفية 1896
شاركت القيصرية الألمانية في الألعاب الأولمبية الصيفية 1896 في أثينا، اليونان. وكان الألمان ثالث أكثر الأمم تحقيقًا للميداليات الذهبية وإجمالًا. مثلت ألمانيا بـ19 رياضيّ في 26 حدث.